# Heinrich Julius Holtzmann
Heinrich Julius Holtzmann (Karlsruhe, 7 de mayo de 1832 - 1910) fue un teólogo protestante alemán.
Hijo de Karl Julius Holtzmann (1804-1877), prelado y consejero del Consistorio Supremo de Karlsruhe. Pertenece al movimiento de la Antigua búsqueda del Jesús histórico.
Sistematizó la teoría de las dos fuentes, afirmando que los evangelios de Mateo y Lucas se confeccionaron independientemente, basándose en:
- Una fuente común de los dichos (logia) de Jesús, llamada desde 1890 Fuente Q
- El evangelio según san Marcos.

Además del material que recogen de Marcos y el de la Fuente Q, Mateo y Lucas incluyen también tradiciones propias.
Holtzmann afirmó el carácter histórico de Marcos y la Fuente Q. Intentó recomponer la historia de Jesús, insertando los dichos de Jesús (Fuente Q) en el marco geográfico que presenta Marcos.
- El contenido de este artículo incorpora material de una entrada de la Enciclopedia Libre Universal, publicada en español bajo la licencia Creative Commons Compartir-Igual 3.0.

- Datos: Q67500
- Multimedia: Heinrich Holtzmann / Q67500